# Pierre Mouchon
Pierre Mouchon, né le 30 juillet 1733 à Genève et mort dans la même ville le 20 août 1797, est un pasteur genevois, auteur notamment de la Table analytique et raisonnée... de l’Encyclopédie de Diderot et D'Alembert.

## Biographie
Ministre du culte français à Bâle (1766) puis à Genève (1778), féru de mathématiques et d'astronomie, connu de Jean-Jacques Rousseau, Pierre Mouchon entreprit à partir de début 1773, l'élaboration de ce qui deviendra la Table analytique et raisonnée des matières contenues dans les XXXIII volumes in-folio du Dictionnaire des sciences, des arts et des métiers et qui parut en deux volumes en 1780, à Paris chez Panckoucke et à Amsterdam, chez Marc-Michel Rey, les deux coéditeurs du Supplément à l'Encyclopédie.
Surnommée « Table de Mouchon », elle consiste en un index analytique et récapitulatif de l'ensemble du corpus de l’Encyclopédie, Suppléments inclus, et contient des arborescences ou arbres de connaissances thématiques. L'avertissement signale en outre que « l'on peut regarder cette Table comme un Abrégé du fameux Dictionnaire [et] peut même le remplacer en bien des occasions ». Ce que cet avertissement omet de dire, c'est que Mouchon fit l'impasse sur les passages antichrétiens (relatifs au matérialisme) qui émaillent çà et là le dictionnaire...
D'après Jean Senebier, il reçut pour ce travail, qui l'obligea sans doute à éplucher l'intégralité des 33 volumes, la somme forfaitaire de 4 800 livres. Le manuscrit fut ensuite typographié notamment par la célèbre famille De Tournes.